# Amerikaskogen
Amerikaskogen är ett mindre skogsparti, strax söder om Örebro. I norr avgränsas den av Adolfsberg, i söder av Marieberg, i väster av järnvägen Godsstråket genom Bergslagen och i öster mot fälten i Vittvång. Växtligheten består mestadels av blandskog. Genom denna skog går en cykelväg som förbinder Marieberg med Adolfsberg.